# Редут
Редут (енгл. redoubt) је утврђење (затворено, полузатворено или отворено) типа пољске фортификације. Редути су настали су 16. веку, редовно су коришћени у 18. и 19. веку (на Иванковцу Срби су изградили два квадратна редута), а последњи пут су употребљени у руско-јапанском рату (1904-1905). Ишчезли су почетком Првог светског рата, пошто их је због високог профила артиљерија лако рушила.

## Карактеристике
Редут је пољско (земљано) утврђење, најчешће облика трапеза или правоугаоника, са тзв. гркљаном (улаз) на најмање изложеној страни, намењено за дејство ватром у све стране. Обично се састојао из спољашњег рова, грудобрана високог профила и унутрашњег рова, а редовно је био подешен за самосталну одбрану; често је грађен и у међупросторима тврђава или одбрамбених линија неког положаја. Служио је и као редви.
У 19. веку војна литература давала је редутима велики значај на бојишту: препоручивани су грудобрани висине од 170 (за пешадију) до 220 цм (за артиљерију) и дебљине од 1,5 до 6 м, са спољним ровом ширине бар 4 м и дубине 2 - 2,80 м. Иза грудобрана  прављен је банкет (платформа за стрелце) ширине 50-70 цм, на који се пело земљаним степеницама или рампом, и плићи унутрашњи ров ширине 120 цм. Сви нагиби (у рову и на грудобрану) морали су бити под тупим углом како би се спречило обрушавање, а углови од 90 до 120 степени.
За одбрану редута постављан је по један војник на сваки метар ширине грудобрана, а на свака два војника остављан је по један у резерви, која се обично налазила у гркљану редута. Редути са задњом отвореном страном гркљана звали су се линете.